# Hôtel d'Arbaud-Jouques
L'hôtel d'Arbaud-Jouques est un hôtel particulier situé 19 cours Mirabeau, ainsi que 17 rue Courteissade, à Aix-en-Provence dans le département français des Bouches-du-Rhône et la région Provence-Alpes-Côte d'Azur.

## Historique
La destruction de trois anciennes demeures de cet emplacement permit à André Elzéar d'Arbaud, président au Parlement de Provence, de faire réaliser, en quarante ans, son projet de bâtisseur. Il intégra cet hôtel particulier après son mariage, à l'âge de vingt-et-un ans, en 1697.
L'hôtel fait l'objet d'une inscription au titre des monuments historiques depuis le 5 novembre 1990.

## Architecture
La façade présente huit ouvertures sur chacun des trois étages, s'imposant comme la plus grande du côté Nord du Cours Mirabeau. L'on peut y voir un désir de répondre aux façades de l'hôtel Maurel de Pontevès et de l'hôtel de Forbin, situés en face. 
Cette façade est sobre, équilibrée et ordonnancée. Elle doit ses traits d'originalité et d'élégance aux sculptures des vantaux de noyer de la porte principale ainsi qu'aux pièces de ferronnerie ornant les balcons. Le décor global du bâtiment (intérieur comme extérieur) contraste cependant avec la sobriété architecturale de style Régence[pas clair]. 
Les familles (d'Arbaud et Jouques) riches, célèbres et cultivées qui l'habiteront auront soin de développer, dans l'enfilade des salons et boudoirs du rez-de-chaussée et du premier étage, un ensemble décoratif rare à Aix et dans le monde[style trop lyrique ou dithyrambique], constitué de décors Berain de la Régence jusqu'au style rocaille du XVIIIe siècle en passant par le style pompéien néoclassique.